# Hendrik Dyserinck

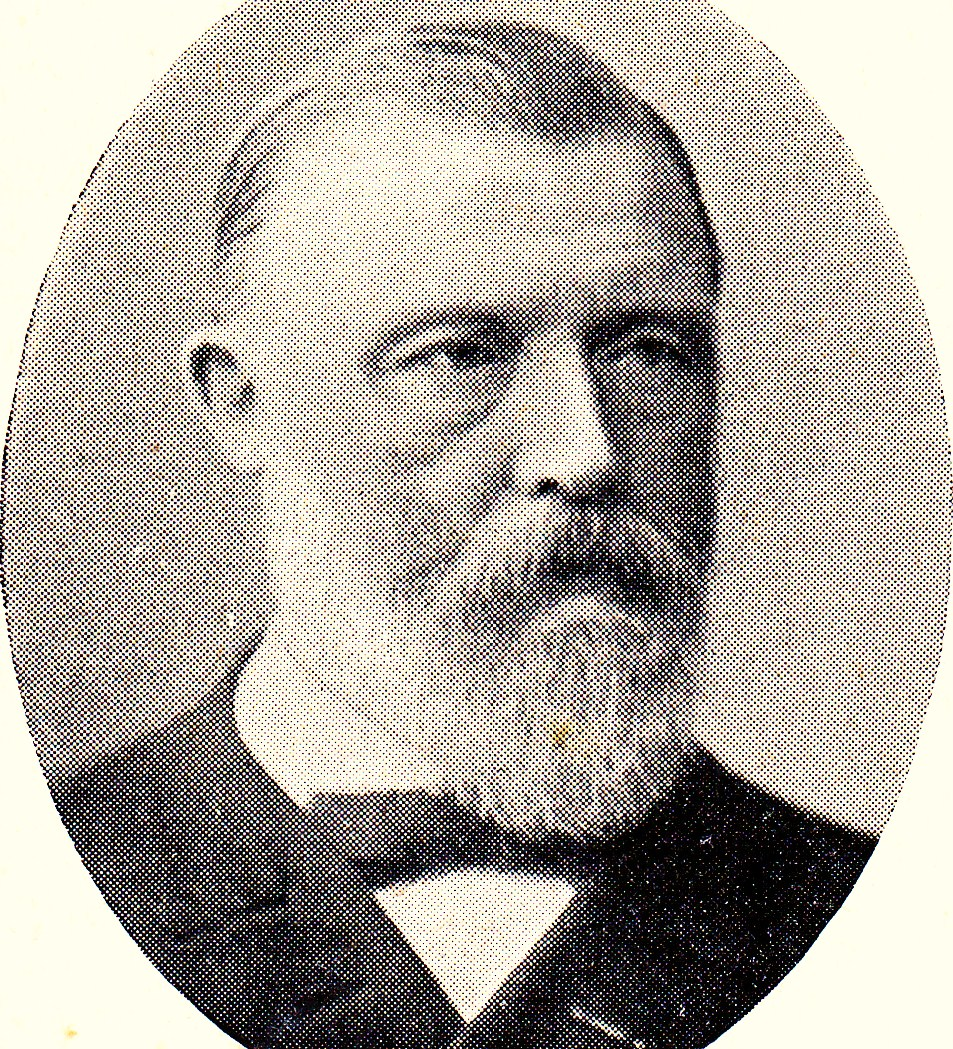
Hendrik Dyserinck (1906)

Hendrik Dyserinck (Geburtsname: Hendrik Dijserinck; * 11. März 1838 in Haarlem, Provinz Noord-Holland; † 27. September 1906 in De Steeg, Rheden, Provinz Gelderland) war ein niederländischer Seeoffizier, Konteradmiral und parteiloserkonservativer Politiker, der unter anderem zwischen 1888 und 1891 im Kabinett Mackay Marineminister war. Er trat als Minister zurück, nachdem er sich geweigert hatte, ein liberales Mitglied der Zweiten Kammer der Generalstaaten als Marineoffizier zu befördern.

## Leben
Hendrik Dyserinck, der bis zu einer Namensänderung Hendrik Dijserinck hieß, absolvierte eine Ausbildung zum Seeoffizier bei der Königlichen Marine (Koninklijke Marine). Er nahm 1858 an Kriegshandlungen in Neuguinea sowie gegen Boni, ein Fürstentum in Süd-Celebes teil. Außerdem erfolgte eine Teilnahme an Militäroperationen in Aceh und zur Durchführung einer Mission in den Küstenstaaten, um eine Proklamation der niederländisch-indischen Regierung zu verbreiten. Er wurde am 13. Februar 1883 zum Kapitän zur See (Kapitein-ter-zee) befördert und war zwischen dem 1. Mai 1886 und dem 21. April 1888 stellvertretender Direktor der Marinewerft Willemsoord in Den Helder.
Am 21. April 1888 übernahm er im liberalen Kabinett Mackay das Amt als Marineminister (Minister van Marine) und bekleidete dieses Ministeramt bis zum 31. März 1891. Während dieser Zeit wurde er am 1. Mai 1890 zum Konteradmiral (Schout-bij-nacht) befördert.
Er trat als Minister zurück, nachdem er sich geweigert hatte, ein liberales Mitglied der Zweiten Kammer der Generalstaaten als Marineoffizier zu befördern. Allerdings war er formell als Minister bereits Anfang Februar 1891 zurückgetreten, blieb aber wegen der bevorstehenden Beratung des Milizgesetzes (Militiewet) im Amt. Nachdem die Zweite Kammer am 19. März 1891 einen Antrag des Abgeordneten Willem Adriaan Viruly Verbrugge mit 66 zu 17 Stimmen angenommen hatte, trat er endgültig zurück. Der Antrag bedauerte, dass der Minister die Gründe für die Nichtbeförderung des liberalen Abgeordneten Simon Taco Land nicht dargestellt hatte. Land hatte einen kritischen Artikel verfasst, von dem der Minister fälschlicherweise annahm, er sei an die Flotte verteilt worden. Die Beförderung sei demnach nicht durchgekommen, doch Dyserinck teilte dies bei einer Interpellation des Abgeordneten Henry David Levyssohn Norman nicht mit. Kritik gab es auch in der Ersten Kammer der Generalstaaten wegen der Verzögerungen beim Bau von Marineschiffen, für die bereits Mittel bewilligt worden waren.
Daraufhin trat er am 1. April 1891 in den Ruhestand, während Konteradmiral Gerhardus Kruys sein Nachfolger als Marineminister wurde. Ein Bruder von ihm war zwischen 1889 und 1893 Beigeordneter (Wethouder) von Amsterdam. Für seine Verdienste wurde ihm das Ritterkreuz des Ordens vom Niederländischen Löwen sowie das Ritterkreuz des Ordens der Eichenkrone verliehen.